# 列乌申斯卡亚农村居民点
列乌申斯卡亚农村居民点（俄语：Сельское поселение Липецкое）是俄罗斯联邦沃洛格达州韦尔霍瓦日耶区所属的一个农村居民点。其下辖有12个居民点，行政中心为列乌申斯卡亚。据2015年统计，该农村居民点的人口为441人。